# Tony MacAlpine (álbum)
Tony MacAlpine es un álbum de estudio del guitarrista estadounidense Tony MacAlpine, lanzado el 14 de junio de 2011 bajo el sello Favored Nations. El disco salió al mercado diez años después de su antecesor, Chromaticity.

## Lista de canciones
Toda la música compuesta por Tony MacAlpine, excepto donde se indica.. 
| N.º | Título                             | Duración |  |
| 1.  | «Serpens Cauda»                    | 4:22     |  |
| 2.  | «Ölüdeniz»                         | 5:15     |  |
| 3.  | «Fire Mountain»                    | 4:23     |  |
| 4.  | «Dream Mechanism»                  | 4:18     |  |
| 5.  | «Ten Seconds to Mercury»           | 4:35     |  |
| 6.  | «Flowers for Monday»               | 3:04     |  |
| 7.  | «Angel of Twilight»                | 5:02     |  |
| 8.  | «Pyrokinesis»                      | 3:56     |  |
| 9.  | «Blue Maserati»                    | 4:41     |  |
| 10. | «Summer Palace»                    | 4:35     |  |
| 11. | «Salar de Uyuni»                   | 5:39     |  |
| 12. | «The Dedication» (Robert Schumann) | 4:22     |  |

## Personal
- Tony MacAlpine – guitarra, teclados
- Virgil Donati – batería
- Marco Minnemann – batería
- Philip Bynoe – bajo